# Рендалл Бел
Рендалл Бел (англ. Randall Bal, 14 листопада 1980) — американський плавець.
Чемпіон світу з водних видів спорту 2001, 2003, 2005 років.
Призер Чемпіонату світу з плавання на короткій воді 2006, 2008 років.
Призер Пантихоокеанського чемпіонату з плавання 2002 року.
Переможець Панамериканських ігор 2007 року.